# HYC Herentals
Der HYC Herentals (Herentalse Yshockey Club bzw. Herentalse IJshockey Club vzw) ist ein belgischer Eishockeyclub aus Herentals, der 1971 gegründet wurde und seit 2012 in der niederländischen Ehrendivision spielt. Seine Heimspiele trägt der HYC im Bloso Centrum Netepark aus.

## Geschichte
Der HYC Herentals, der 1971 gegründet wurde, gewann 1981 seinen ersten Titel, als die Mannschaft Belgischer Meister wurde. Nach zwei weiteren Meisterschaften in den Jahren 1984 und 1985 konnte Herentals 1986 Pokalsieger werden. Inzwischen gewann die Mannschaft aus der Provinz Antwerpen zehn Meistertitel und neunmal den Pokalwettbewerb. Seit die erste Mannschaft 2012 in die niederländischen Ehrendivision wechselte, spielt die zweite Mannschaft von HYC Herentals, die zuvor in der zweitklassigen National League aktiv war, in der belgischen Ehrendivision.
2016 gewann der Verein die erstmals ausgetragene BeNe League.

## Erfolge
- BeNe League-Meister (2): 2016, 2019
- Belgischer Meister (15):  1981, 1984, 1985, 1993, 1994, 1997, 1998, 2002, 2009, 2012, 2016, 2017, 2018, 2019, 2020
- Belgischer Pokal (13): 1986, 1989, 1991, 1995, 1999, 2000, 2003, 2012, 2013, 2016, 2017, 2019, 2020